# 新町 (鹿児島市)
新町（しんまち）は、鹿児島県鹿児島市の町。旧薩摩国鹿児島郡鹿児島城下下町新町。鹿児島府下新町。郵便番号は892-0832。人口は245人、世帯数は182世帯（2020年4月1日現在）。1963年（昭和38年）より新町の全域で住居表示を実施している。

## 地理
鹿児島市中部、甲突川の下流域に位置している。町域の北方には大黒町、南方には松原町、西方には船津町、呉服町、東方には堀江町がそれぞれ接している。
繁華街と海岸の中間に位置しており、住宅と店舗が混在している。町域の中央には大門口通りが南北に通っている。

## 歴史

### 市制施行まで
江戸時代は鹿児島城下下町のうちであった。宝暦年間の「通昭録巻七」によれば、下町十一町のうちとして新町が掲載されている。天保年間に編纂された「天保切絵図」には菩薩堂通の南に新町と記載されているのが見え、さらに南方には大門口番所が描かれている。
明治時代初期の新町は平民が多く住んでおり、町人街であった。明治時代になると信教の自由が発令され、鹿児島にも東本願寺によって布教が行われるようになり、西南戦争後の1878年（明治11年）に東本願寺の仮別院が設立され、1890年（明治23年）に別院の本堂が竣工した。1884年（明治17年）に戸長役場区画の変更に伴い、町内に15町を管轄とする鹿児島郡の戸長役場が設置されていた。

### 市制施行以後

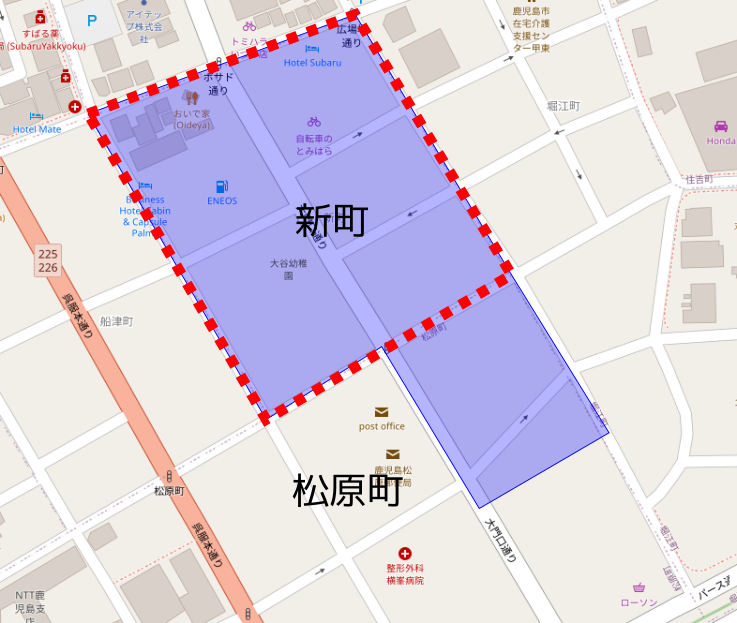
1963年の町域再編前と再編後の町域の比較（赤の破線は現在の新町の町域、青色の区域は再編前の新町の区域）

1888年（明治21年）に公布された市制（明治21年法律第1号）に基づき、1889年（明治22年）2月2日に官報に掲載された「 市制施行地」（内務省告示第1号）によって鹿児島が市制施行地に指定された。3月5日には鹿児島県令第26号によって鹿児島郡のうち50町村が市制による鹿児島市の区域と定められ、4月1日に市制が施行されたのに伴い、鹿児島郡50町村（山下町、平之馬場町、新照院通町、長田町、冷水通町、上竜尾町、下竜尾町、池之上町、鼓川町、稲荷馬場町、清水馬場町、春日小路町、車町、恵美須町、小川町、和泉屋町、浜町、向江町、栄町、柳町、易居町、中町、金生町、東千石馬場町、西千石馬場町、汐見町、泉町、築町、生産町、六日町、新町、松原通町、船津町、呉服町、大黒町、堀江町、住吉町、新屋敷通町、加治屋町、山之口馬場町、樋之口通町、薬師馬場町、鷹師馬場町、西田町、上之園通町、高麗町、下荒田町、荒田村、西田村、塩屋村）の区域より鹿児島市が成立した。それまでの新町は鹿児島市の町「新町」となった。
1911年（明治44年）11月9日には隣接する船津町を火元とする火災が発生し周辺の新町や呉服町、大黒町の45戸が全焼した。
1962年（昭和37年）に住居表示に関する法律が施行されたのに伴い、鹿児島市は鹿児島市街地域の住居表示に着手した。1963年（昭和38年）9月には新町の全域で住居表示が実施された。また、住居表示の実施に伴い町の区域の再編が行われ、新町の一部が松原町に編入された。

### 町域の変遷
| 実施後         | 実施年             | 実施前       |
| -------------- | ------------------ | ------------ |
| 松原町（一部） | 1963年（昭和38年） | 新町（一部） |

## 人口

### 資料統計
| 統計年次〔年〕     | 世帯数〔世帯〕 | 総人口〔人〕 | 備考  |
| ------------------ | -------------- | ------------ | ----- |
| 1908年（明治41年） | 286            | 1,356        | [ 4 ] |
| 1922年（大正11年） | 264            | 1,604        | [ 4 ] |
| 1935年（昭和10年） | 254            | 1,297        | [ 4 ] |

### 国勢調査
以下の表は国勢調査による小地域集計が開始された1995年以降の人口の推移である。
| 年                 | 人口 |
| ------------------ | ---- |
| 1995年（平成7年）  | 229  |
| 2000年（平成12年） | 260  |
| 2005年（平成17年） | 274  |
| 2010年（平成22年） | 248  |
| 2015年（平成27年） | 284  |

## 施設

### 教育
- 大谷幼稚園[22]

### 寺社
- 東本願寺鹿児島別院（真宗大谷派） - 1878年（明治11年）創設[23]。

## 小・中学校の学区
市立小・中学校に通う場合、学区（校区）は以下の通りとなる。
| 町丁 | 番・番地 | 小学校               | 中学校               |
| ---- | -------- | -------------------- | -------------------- |
| 新町 | 全域     | 鹿児島市立松原小学校 | 鹿児島市立甲東中学校 |

## 交通

### 道路
市道
- 大門口通り